# Stormningen av Veprik
Stormningen av Veprik var en belägring och stormning av staden Veprik (i dagens Ukraina) av den karolinska armén från 24 december 1708 till 7 januari 1709 under det stora nordiska kriget.
Efter en ovanligt kall vinter med många dödsoffer i både den ryska och svenska armén började svenska trupper belägra den lillryska staden Veprik. I staden fanns en rysk garnison på drygt 1 500 man. Den 7 januari 1709 beslöt kung Karl XII att staden skulle stormas. Stormningen misslyckades för de svenska trupperna. Vallarna till staden hade frusit till is och samspelet mellan artilleri och infanteri fungerade dåligt. Efter två timmar hade omkring 1 000 svenska soldater stupat eller sårats för ryska bössor, men staden var ointagen. Efter diplomatiska förhandlingar kapitulerade den ryska besättningen på natten till den 8 januari, och staden brändes senare ner. 

## Bakgrund
Efter det långa fälttåget i Polen hade den svenske kungen Karl XII besegrat den polske kungen August den Starke, som efter freden i Altranstädt tvingats avstå den polska kronan och erkänna Stanisław Leszczyński som ny kung. Ryssland, under tsar Peter I, hade under åren 1701–1707 åter byggt upp sin armé, som till stor del gått förlorad efter slaget vid Narva år 1700, och hade erövrat flera städer och fästningar i de svenska Östersjöprovinserna. 1703 lät Peter I grunda staden Sankt Petersburg vid den tidigare svenska fästningen Nyenskans, som senare kom att bli Rysslands nya huvudstad.
1707 hade Karl XII rustat upp en stark svensk armé på 33 000 man, som hade som mål att krossa den ryska armén och inta Moskva så att man skulle kunna avsätta tsar Peter som rysk regent. I juli 1708 korsades den ryska gränsen och ryska styrkor drevs på flykt efter slaget vid Holowczyn. En svensk proviantkonvoj under general Adam Ludwig Lewenhaupts befäl anfölls av Peters huvudarmé, och efter slaget vid Lesna tvingades Lewenhaupt tåga tillbaka till Karl XII utan den nödvändiga provianten. Den svenska huvudarmén led förluster efter ryska bakhåll, de största vid Malatitze och Rajovka, och ryssarna använde den brända jordens taktik för att skapa livsmedelsbrist bland de svenska soldaterna. Karl XII blev därmed tvungen att ge upp sin fortsatta marsch mot Moskva och vände med sin armé från Tatarsk (300 km från Moskva) söderut mot Lillryssland. I oktober 1708 slöt Karl XII en allians med kosackhetmanen Ivan Mazepa.
När Peter I fick reda på Mazepas förräderi lät han skicka en armé under general Aleksandr Mensjikov mot Mazepas huvudstad Baturyn. Svenska trupper korsade floden Desna och försökte stoppa dem, men ryssarna hade redan bränt ner staden och mördat dess invånare. Mazepa kom undan från Mensjikov och förenades med Karl XII med en brokig skara på 4 000 kosacker. Mellan november och december tillbringade svenskarna med att samla proviant i området runt Romny inför den kommande vintern, men blev upprepade gånger störda av ryska strövkårer. Den 18 december erövrade svenskarna staden Gadjatj, som ryska trupper evakuerade och bränt ner stora delar av, och slog läger där. Vintern mellan 1708 och 1709 var en av dem värsta i Europas historia, och vinterkölden skördade många offer i både den svenska och den ryska armén. Den svenske löjtnanten Joachim Matthiæ Lyth skrev i sin dagbok den 24 december:
| ”                                                        | Det war icke utan stor admiration att anse, huru ifrån luften foglarne ihiälfrusne till jorden nederföllo; de små tama creaturen, såsom höns ock giäss, lågo jämwäl i husen döda af kiölden, ock kunde wi ej heller hästarna kiölden resistera, af hwilken mången creverade ock falla måste. | „ |
| – Joachim Matthiæ Lyth, Ur Lyths dagbok den 24 december. | |   |

## Belägringen
Den 23 december bröt den svenska armén upp från Gadjatj och gick mot Veprik, utan Mazepa, som valt att inte följa med på grund av kylan. I den lilla fästningen Veprik hade ryssarna en liten bemanning på ca 1 200 infanteri och några hundra beväpnade bönder, under befäl av skotten i rysk tjänst överste Ferber, samt en kavalleristyrka under generallöjtnant Carl Ewald von Rönne. Vid den svenska ankomsten till Veprik den 24 december drog sig Rönne tillbaka österut. Kvar lämnades en garnison som drog sig in i fästningen och beredde sig på försvar. Den svenska armén ställde upp sig för att storma staden, men på grund av kölden och att man inte hade förberett en stormning av fästningen drog sig svenskarna tillbaka. Karl XII upprättade ett högkvarter en bit ifrån staden, där den svenska krigsledningen firade julen. Efter julhelgen skickade kungen via överste Jakob Sperling till kommendanten i Veprik Ferber ett meddelande att om denne inte kapitulerade, så skulle man ta till hårdare straff. Men det ryska försvaret kapitulerade inte.
Karl XII förflyttade det svenska högkvarteret till den lilla byn Senkov, ett par mil ifrån Veprik. Byn hade kapitulerat bara några timmar efter de svenska styrkornas ankomst. Från Senkov förde man den 5 januari över belägringsartilleriet till Veprik för att förbereda en stormning. Stormstegar hade man börjat tillverka redan före julhelgen. Stormningen skulle ordnas av generalmajor Berndt Otto Stackelberg med hjälp av Dalregementets överste Siegroth, men planen var utarbetad av Karl XII själv. Planen var att tre stormkolonner skulle närma sig staden med understöd av artilleriet. Därefter skulle tre raketer skickas upp och vid den tredje skulle man öppna eld och stormningen skulle börja. Den första kolonnen anfördes av överste Jakob Sperling, som hade befäl över Östgöta, Västmanlands och Jönkopings infanteriregementen. Den andra kolonnen anfördes av överste Georg Fredrik de Frietzcky, som hade befäl över Upplands, Skaraborgs och Kronobergs infanteriregementen. Den tredje kolonnen anfördes av överste Henrik Otto von Albedyhl, som hade befäl över sitt eget tyska dragonregemente samt Meijerfeldts dragonregemente. Datum för stormningen var den 6 januari, men det sköts upp på grund av bland annat kölden.

## Stormningen och kapitulationen
Den 7 januari lättade vädret något, så staden kunde anfallas. Men dessförinnan frågade Karl XII åter Vepriks kommendant om han önskade kapitulera, denna gång i fältmarskalk Carl Gustaf Rehnskiölds namn, men ryssarna vägrade. Kommendanten meddelade att han ville ha en och en halv timmes vapenstillestånd och tillstånd att tala med fältmarskalken. Men Karl XII vägrade. Som svar meddelade den skotska kommendanten att om inga diplomatiska förhandlingar kunde genomföras tänkte han inte under några omständigheter kapitulera utan strid. Karl XII blev så irriterad av svaret att han omedelbart lät påbörja beskjutningen av staden.
Ungefär 3 000 man avsattes till stormningen. Men inte alla kolonner inväntade de tre raketerna. Vid det hastiga artillerianfallet misstog sig Albedyhl och började anfalla, vilket i sin tur missledde Frietzcky att anfalla. Bara en kolonn, den under Sperling, inväntade signalraketerna. Eftersom de svenska kolonnerna avancerade olika kunde de ryska försvararna fokusera på en kolonn i taget. Vid de ishala vallarna använde försvararna alla metoder de kunde komma på, inklusive att kasta sten, kokhett vatten, stormbjälkar och musköteld. De ryska försvararna hade under dagarna före stormningen spritt ut vatten på vallarna runt staden så de var täckta av is. Därigenom var det omöjligt att ta sig upp utan stegar. Men de stormstegar som svenskarna tillverkat var för korta. Karl XII stod under stormningen bredvid och tittade på. Sedan anfallet verkade ha misslyckats beordrade han Livländska adelsfanan att till häst hjälpa till så de svenska trupperna kunde retirera. Men understödet gick illa och istället fastnade ytterligare svenska trupper nedanför Vepriks vallar. Karl XII lät utföra en allmän reträtt, sedan stormningen pågått i drygt två timmar.
Efter stormningsförsöket kom de båda sidorna överens om ett vapenstillestånd, så de döda och skadade kunde tas om hand. Karl XII beslöt att återigen uppmana Vepriks kommendant till kapitulation. Han hotade med att återigen storma staden, då med fler trupper än tidigare. För ryssarna var situationen kritisk, trots att man avvärjt det svenska anfallet utan alltför stora förluster; vattnet höll på ta slut och en stor del av ammunitionen hade förbrukats.
Efter några timmars betänketid kapitulerade staden på kvällen och de ryska trupperna och kosackerna togs till fånga. Dagen efter "stodo alla ryssarna uppställde på torget, som var 1410 man, vilka alla ifrån sig levererade över och under gevär, undantages kommendanten och översten, vilka fingo behålla sitt gevär. Utom dess fingo alla, officerare såväl som gemena, behålla sitt bagage."

### Förluster
De svenska förlusterna vid stormningen räknas till uppåt 1 000 man döda. Bland de döda fanns Jakob Sperling och hans bror Casper Otto Sperling samt Frietzcky. Bland de skadade fanns generalmajor Stackelberg och fältmarskalk Carl Gustaf Rehnskiöld, som träffades i sidan av en granat. Fältmarskalkens skada läkte aldrig och slutade med dennes död 1722.
Den ryska sidan undslapp större manspillan. Däremot blev samtliga överlevande ryssar svenska krigsfångar.
Förlusten av 1 000 man i januari 1709 var mycket ogynnsam för den svenska armén, som var numerärt underlägsen och endast med svårighet kunde nyrekrytera manskap. För rysk del var det betydligt lättare att hitta nya rekryter att ersätta de döda med.

## Följder

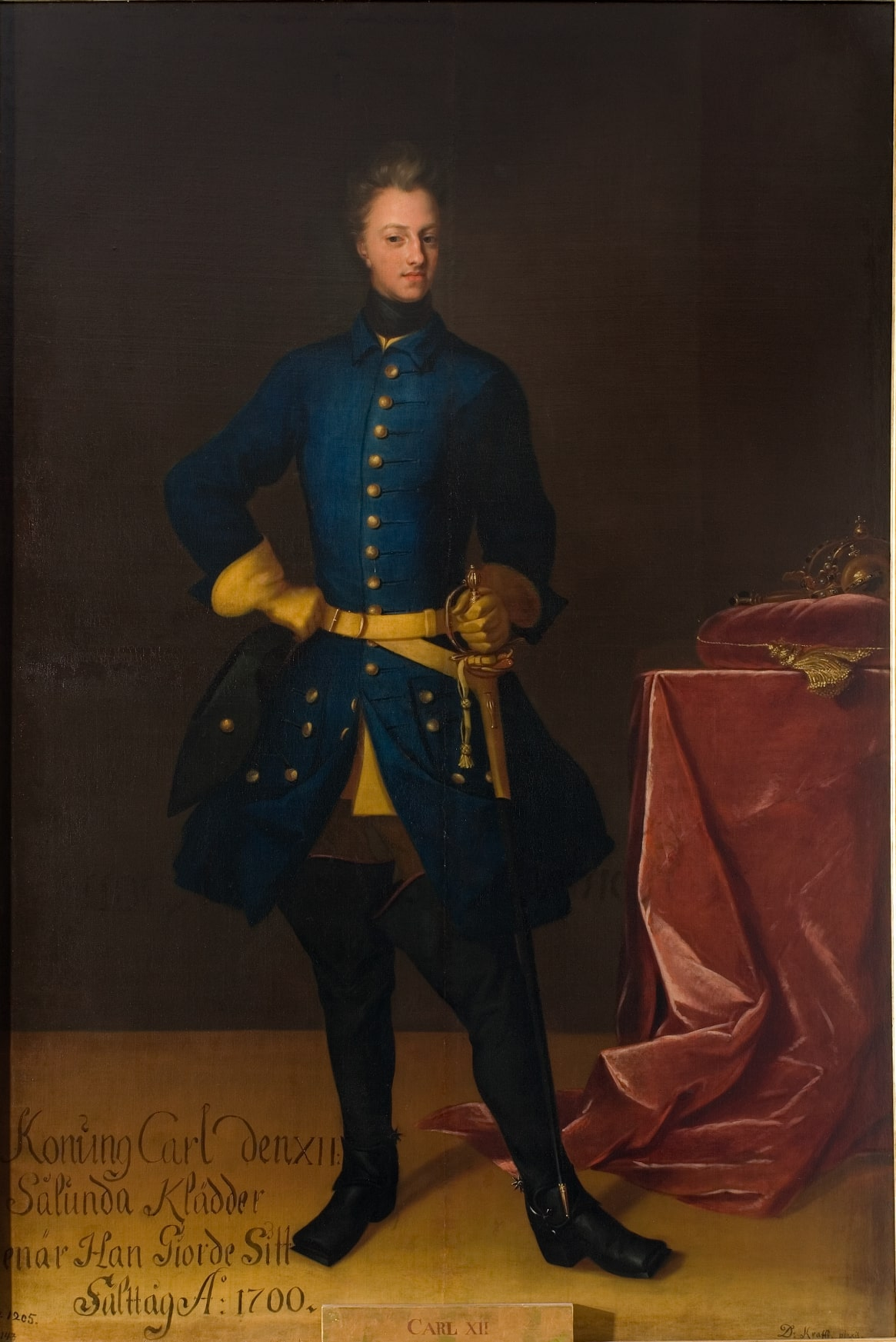
Karl XII.

Stormningen av Veprik ledde inte till något annat än att den ur strategisk synpunkt icke betydelsefulla staden togs över av svenska trupper, att över tusen svenskar stupade samt att över tusen ryssar blev svenska krigsfångar. Den 9 januari lät Karl XII bränna ner staden. Hela den ryska garnisonen samt den svenska armén marscherade till Senkov där de ryska soldaterna blev krigsfångar och den svenska armén marscherade vidare mot sydost. När Peter den store fick reda på Vepriks fall den 10 januari lät han genomföra en kontroll av samtliga ryska befästningars tillgång till vatten och ammunition, eftersom brist på sådant var huvudorsaken till Vepriks fall.
Den svenska armén stannade i trakten runt Veprik och Senkov någon vecka efter stormningen, medan ryska styrkor befann sig några mil österut i trakten kring floden Vorskla och vid Psiol, en flod i väster. Natten mellan den 27 och 28 januari bröt den svenska armén upp från Senkov och påbörjade den så kallade "februarioffensiven" och marscherade mot sydost till staden Oposjnja. Den 30 januari gick man över Vorskla och marscherade till Kotelva, där man stannade till den 9 februari. Den 11 februari stötte svenska förband på ryska några kilometer utanför staden Krasnokutsk. Efter en kort strid drog sig de ryska förbanden under Rönne tillbaka. De förföljdes ända till Gorodnoje, där ryska förstärkningar fanns, varvid de svenska förbanden tvangs att retirera.

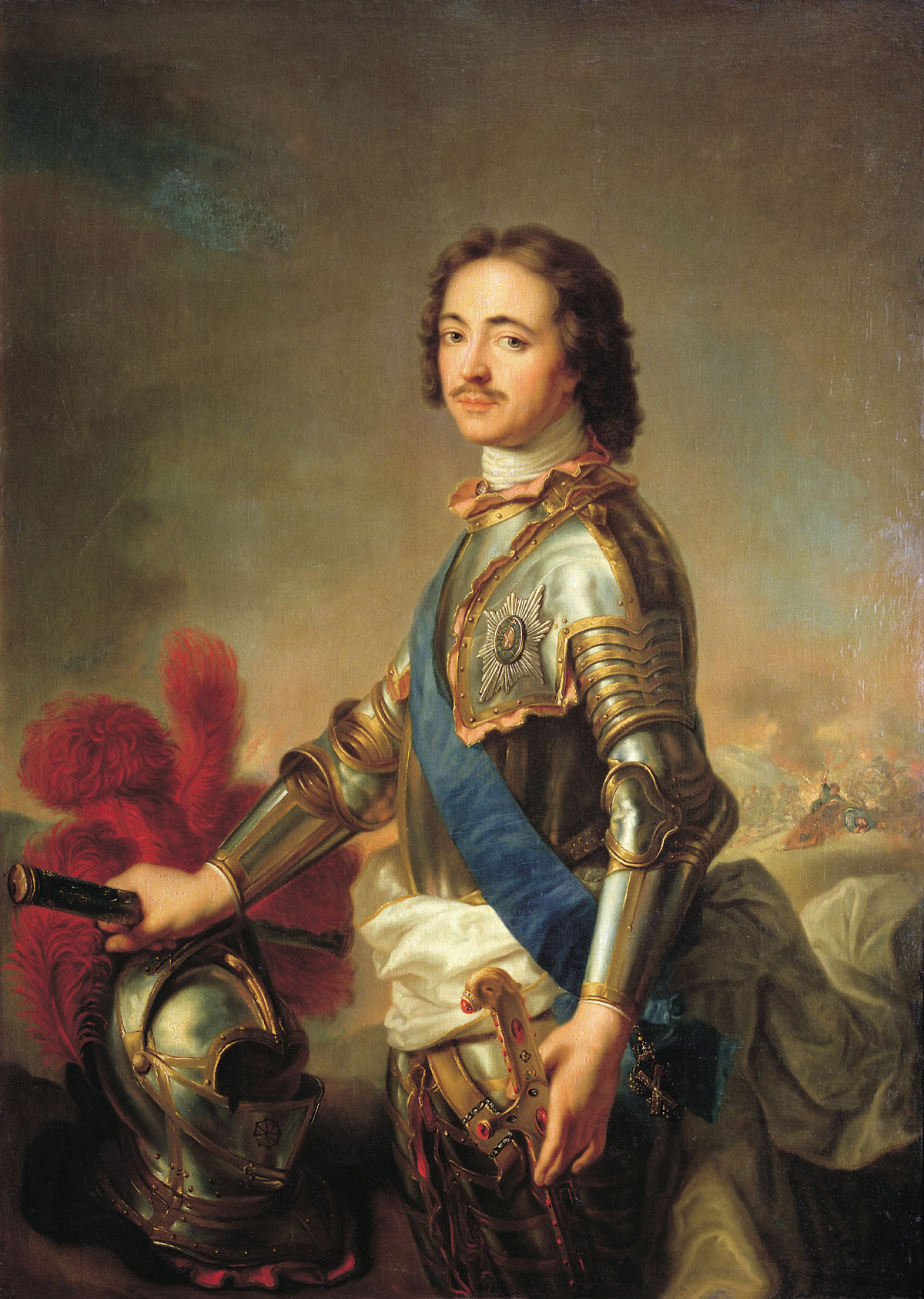
Peter I av Ryssland.

I sydväst lyckades Boris Sjeremetev slå tillbaka svenska förband under Carl Gustaf Creutz, samt vinna en liten drabbning över ett svenskt dragonregemente i Rasjovka. Den 30 mars förenade sig cirka 1 500 zaporogiska kosacker med den svenska armén.
Den 2 april satte Karl XII en postering ungefär en halv mil söder om staden Poltava. Man rekognoserade trakten kring staden under de följande dagarna. De ryska trupperna började också samlas i Poltavaområdet och man förstörde den 19 april de zaporogiska kosackernas båtflotta vid Perevolotnja. Därmed avskars nästan flyktvägarna mot söder över Dnepr för svenskarnas del. Under natten till den 2 maj började svenskarna belägra Poltava. Under en liten drabbning blev Karl XII träffad i foten av en rysk kula. På grund av skadan kunde kungen inte ta befäl under en eventuell stormning eller slag mot de ryska trupperna.
Den 28 juni gick den svenska armén under fältmarskalk Carl Gustaf Renhskiöld till anfall mot den ryska, som hade befäst sig en bit utanför Poltava. Slaget gick illa för de svenska trupperna och efter några timmars strid flydde de svenska trupperna fältet. Man drog sig söderut och sökte en övergångsplats över floden Dnepr. Den 1 juli kapitulerade stora delar av armén samtidigt som Karl XII och ett fåtal svenska förband lyckades ta sig över floden.

## Ögonvittnens skildringar
Här nedan följer ett antal ögonvittnens skildringar om händelseförloppet vid belägringen och stormningen av Veprik:
| ” | Wijprick, varest som fienden hade sig där innelagt med 1500 hästar och 500 stycken bönder förutan kvinnor och barn, som sade sig att staden ville försvara, så länge som en man voro igen. Då vart Hans Kungl. Maj:t mycket vred och förtörnat, och lät strax belägra staden allt runtomkring uppå alla sidor hel starkt, att ingen själ av fienden kunde komma varken ut eller in. | „ |
| – Magnus Norsbergh, Ur Magnus Norsberghs dagbok den 23 december 1709. Norsbergh var en skrivare åt vicekopralen Johan Ehrensköld vid drabanterna. | |   |

| ” | Den 1, 2, 3, 4, 5, 6. Jan. stått stilla i Jenkowa. 7 jan. Om eftermiddagstid stormades staden Weprick av 3000 man på 3 ställen under generalmajor Stakelbergs anförande, vilken strax vid begynnelsen blev blesserad och måste där ifrån föras, och eftersom det var ljusa dagen och fienden kunde såväl se varest våra lille anlöpa (dess utan hade ock fienden sig där inne väl posterat), ty kunde våra intet där med uträtta, utan måste med största förlust begiva sig där ifrån [...] Kungl. Maj:t samt general Lejonhufvud, Sparre och Prins från Würtenberg stodo och där och sågo uppå samma attack (denna dagen var ock tämligt kallt, så att mången, som under vallen blev blesserat och intet kunde krypa där ifrån, måste ihjälfrysa). Där uppå skickar general Lejonhufvud till staden och vallen major Gyllengranat och dem tillsäger, där de intet uppgiva staden och submittera sig under konungens nåd, så ville han ånyo låta en stormning anlöpa, då intet ben där inne skulle bliva förskont, varpå kommendanten begärde 2 timmars dilation att få med sina därom konferera, som ock äntligen om kvällen igenom trumslag utskickades utur staden 2:ne kaptener, en tysk och en rysk, jämväl blevo ock av våra inskickade 2:ne kaptener, den ene var vår överste Sigeroth som för kapten ingick och den andre kapten Wrangel av gardet, vilka av konungen begärde att få gå där in. Dessa kaptener mötte var annan på vallen uppå våra uppresta stormstegar; emellertid var stilleståndet gjort, att intet skott sköts; dessa ryska kaptener fördes till general Lejonhuffwud, och efter noga konfererande avgår den tyska kaptenen in i staden igen och i dess ställe begärdes Sigeroth ut igen, men den ryske kaptenen blev så länge kvar hos general Lejonhuffwud. En timma där efter blev slutit, att de uppgåvo staden, givandes sig sedan på Kungl. Maj:ts nåd och onåd, och därpå blevo portarna öppnade och staden av våra besatt samt ryssarna till krigsfångar tagna. 8 jan. Stodo alla ryssarna uppställde på torget, som var 1 410 man, vilka alla ifrån sig levererade över och under gevär, undantages kommendanten och översten, vilka fingo behålla sitt gevär. Utom dess fingo alla, officerare såväl som gemena, behålla sitt bagage. Uti staden fanns 6 st:n metallstycken och ett järnstycke, varav 5 st:n sprängdes och nedersänktes i vattnet, och 2:ne behölls kvar vid artilleriet. Samma dag fördes fångarna bort till staden Jenkowa. | „ |
| – Anders Pihlström, Ur Anders Pihlströms dagbok från den 1 till 8 januari 1709. Pihlström var fänrik vid Dalregementet. Efter slaget vid Poltava hamnade han i rysk fångenskap och kom hem till Sverige 1723. | |   |

| ”                                                                                              | Första dagarna av denna månaden föll jag åter in uti sjukdomen igen, men, Gudi lov, varade intet mer än några dagar då jag kom mig före. 7:de. Lät Hans Maj:t följande regementen nämligen: Västmanlands, Uppland, Kronobergs, Jönköpings, Östgöta, vårt och generalmajor Majerfeldts dragoner, löpa storm på en liten stad, Wiprech, varinne lågo några hundrade ryssar och kosacker, och hade våra den olyckan efter 3:ne timmars starkt fäktande bliva omslagna och nödgade att lämna det företagandet, dock mot aftonen samma dagen gav kommendanten upp lumpna fläcken på diskretion. Här blevo nu många vackra officerare slagna, som överste Fritschij, vår överste, hans bror – som dog 3:ne dagar därefter av undfångna blessyrer –, överstelöjtnant Adolf Mörner, och vår överstelöjtnant Lilliegreen, för utan många kompaniofficerare; gemene blevo ungefär 900 man, men alla mest, som voro med, både gemena och officerare, voro blesserade, och däribland Hans Excellens herr fältmarskalken greve Rheinschiöldh. | „ |
| – Sven Agrell, Ur Sven Agrells dagbok den 7 januari 1709. Sven Agrell var fältpräst vid armén. | |   |

| ” | Ungefär middagstid har Hans Kungl. Maj:t låtit angripa staden Weprik med storm, vartill 8 regementen voro förordnade, och kommenderades attacken av generalmajor Stakelbergh, men som fienden sig disparat där uti defenderat, måste bemälte generalmajor efter 2:ne timmars förlopp draga sig därifrån [...] Detta verket har väl kunnat vinna ett önskligare utslag, där icke generalmajor Stakelbergs hetsighet hade varit, i det han förr attackerade, än som signalen blev given och våra kanoner begynte att gå, med vilka man först varit sinnad att beängstiga fienden, och stormstegarna varit något för korta, jämväl ock att fienden gjutit vatten på vallen, vilket gjorde de mödan så mycket större för våra att komma på honom upp, helst som stegarna voro för korta. Där på blev tillstånd gjort att taga upp de döda och blesserade, där efter emot afton lät Hans Maj:t göra anstalt till den andra stormen, vilken ryssarna intet avvakta ville, utan sig på nåd och onåd gav, varpå Hans Kungl. Maj:t dem till krigsfångar antog och lät dem behålla allt sitt bagage och dem till Czinkowa sände, som bevarades väl i begynnelsen med stark vakt av Renckens regemente, men sedan fingo stora friheter, emedan kommendanten gav den försäkran ifrån sig, att han ville svara för var soldat, att ingen av dem rymma skulle. Innevånarna i Weprik blev även fångna, och uti stora källare i Czinkowa inneslutna. | „ |
| – Robert Petre, Ur Robert Petres dagbok den 7 januari 1709. Petre var officer vid Helsingeregemente och senare Dalregementet. Han blev efter slaget vid Poltava rysk krigsfånge och kom hem till Sverige 1722. | |   |